# No Man of Her Own
No Man of Her Own is een film uit 1932 onder regie van Wesley Ruggles.

## Verhaal
Babe Stewart moet onderduiken wanneer een agent hem probeert op te pakken voor het valsspelen bij kaarten. Dan ontmoet hij Connie, een bibliothecaresse. Ze trouwen en keren terug naar de stad. Dan valt Babe weer terug in het leven van kaartspelen en Connie komt erachter. Daarom besluit hij zichzelf aan te geven.

## Rolverdeling
| Acteur           | Personage      |
| ---------------- | -------------- |
| Clark Gable      | Babe Stewart   |
| Carole Lombard   | Connie Randall |
| Dorothy Mackaill | Kay Everly     |
| Grant Mitchell   | Vane           |
| George Barbier   | Meneer Randall |